# Repalle
Repalle es una ciudad y  municipio situada en el distrito de Guntur en el estado de Andhra Pradesh (India). Su población es de 50866 habitantes (2011). Se encuentra a orillas del río Krishná, a 58 km de Guntur y a 65 km de Vijayawada. 

## Demografía
Según el censo de 2011 la población de Repalle era de 50866 habitantes, de los cuales 24385 eran hombres y 26481 eran mujeres. Repalle tiene una tasa media de alfabetización del 81,32%, superior a la media estatal del 67,02%: la alfabetización masculina es del 85,11%, y la alfabetización femenina del 77,87%.